# Сан Пиеро Мозецо
Сан Пиѐтро Мозѐцо (на италиански: San Pietro Mosezzo; на пиемонтски: San Pedar Mogeusch, Сан Педар Можеуск на местен диалект: San Pedar Mugiösch, Сан Педар Мюжьоск) е село и община в Северна Италия, провинция Новара, регион Пиемонт. Разположено е на 155 m надморска височина. Населението на общината е 1988 души (към 2014 г.).